# San Cristovo de Cea
San Cristovo de Cea (in spagnolo San Cristóbal de Cea) è un comune spagnolo di 3 081 abitanti situato nella comunità autonoma della Galizia.
Nella frazione di Oseira, sorge il monastero cistercense di Santa Maria, fondato nel XII secolo.